# Erigone autumnalis
Erigone autumnalis Emerton, 1882 è un ragno appartenente alla famiglia Linyphiidae.

## Aspetto
L'Erigone autumnalis è un ragno di piccola taglia, il maschio è lungo 1,4 mm e la femmina 1,28 mm circa. È riconoscibile dalle dimensioni molto piccole, dalla chetotassi inusuale, dal margine disarmato attorno al carapace maschile immutato, dall'assenza di una serie anterolaterale di denti sui cheliceri in entrambi i sessi ed infine dalla peculiare forma della divisione embolica e della vulva.

## Distribuzione
La specie è stata rinvenuta dagli Stati Uniti a Panama, nelle Indie Occidentali, nelle Azzorre, in Europa e negli Emirati Arabi Uniti.

## Tassonomia
Non sono stati esaminati esemplari di questa specie dal 2010
Attualmente, a dicembre 2014, non sono note sottospecie